# Ravenea sambiranensis
Ravenea sambiranensis är en enhjärtbladig växtart som beskrevs av Henri Lucien Jumelle och Joseph Marie Henry Alfred Perrier de la Bâthie. Ravenea sambiranensis ingår i släktet Ravenea och familjen Arecaceae. IUCN kategoriserar arten globalt som livskraftig.
Artens utbredningsområde är Madagaskar. Inga underarter finns listade i Catalogue of Life.